# Amatori Hockey Lodi 1986-1987
Questa voce raccoglie le informazioni riguardanti l'Amatori Hockey Lodi nelle competizioni ufficiali della stagione 1986-1987.

## Maglie e sponsor
Gli sponsor ufficiali per la stagione 1986-1987 furono Fin Reda e Camoni Pavimenti.
| 1ª divisa | 1ª div. portiere |

## Organigramma societario
- Presidente: Gianni Carminati
- Direttore sportivo: Angelo Brasca

## Organico

### Giocatori
La rosa della squadra per la stagione 1986-1987 era composta dai seguenti atleti.
| N° | Naz.                  | Ruolo | Sportivo              |  |  |  |
| -- | --------------------- | ----- | --------------------- |  |  |  |
|    | Italia (bandiera)     | P     | Oliviero Dalceri      |  |  |  |
|    | Italia (bandiera)     | P     | Ugo Merler            |  |  |  |
|    | Italia (bandiera)     | P     | Roberto Saccò         |  |  |  |
|    | Italia (bandiera)     | E     | Aldo Belli            |  |  |  |
|    | Italia (bandiera)     | E     | Sergio Bolognesi      |  |  |  |
|    | Italia (bandiera)     | E     | Roberto Citterio      |  |  |  |
|    | Italia (bandiera)     | E     | Mario Federigi        |  |  |  |
|    | Italia (bandiera)     | E     | Paolo Fenocchi        |  |  |  |
|    | Italia (bandiera)     | E     | Roberto Gasparini     |  |  |  |
|    | Italia (bandiera)     | E     | Danilo Gorla          |  |  |  |
|    | Argentina (bandiera)  | E     | Jorge Alfredo Luz     |  |  |  |
|    | Italia (bandiera)     | E     | Pier Luigi Morandotti |  |  |  |
|    | Italia (bandiera)     | E     | Danilo Nava           |  |  |  |
|    | Portogallo (bandiera) | E     | Miguel Rocha          |  |  |  |

### Staff tecnico
- Allenatore:  Rinaldo Uggeri
- Preparatore atletico:  Giorgio Granati